# Халити, Йетмир
Йетмир Халити (швед. Jetmir Haliti; род. 14 сентября 1996, Мальмё) — шведский и косовский футболист, защитник чешского клуба «Млада-Болеслав» и сборной Косова.

## Клубная карьера
Начал заниматься футболом в клубе «Мальмё Анадолу» в восьмилетнем возрасте. В 2013 году перебрался в другой мёстный клуб — «Олимпик», выступавший в шведском Дивизионе 3. Дебютировал за команду 19 июня 2013 года в домашней игре с «Клагсхамном». Халити начал встречу на скамейке запасных и появился на поле на 76-й минуте, выйдя на замену. Матч завершился разгромной победой хозяев 10:1. В общей сложности полузащитник провёл в составе «Олимпика» три сезона, а по итогам 2015 года клуб занял первое место в турнирной таблице и стал победителем.
В сентябре 2015 года он подписал контракт на два года с представителем шведского Дивизиона 2 — «Преспа Бирлик». Соглашение вступало в силу с декабря. Провёл с клубом всего один предсезонный сбор и из-за недостатка полученного времени сменил команду. В марте 2016 года Халити стал игроком «Русенгорда». В его составе в первый сезон завоевал повышение в классе, выйдя в Дивизион 1. В общей сложности в составе «Русенгорда» Халити провёл 26 игр и забил 2 мяча.
27 марта 2018 года на правах аренды до конца сезона перешёл в «Ландскруну». 16 июня дебютировал в Суперэттане в домашней игре с «Браге». Халити начал игру на скамейке запасных, а в середине второго тайма вышел на замену вместо Бахрудина Атаича.
В декабре 2018 в качестве свободного агента подписал трёхлетний контракт с клубом «Йёнчёпингс Сёдра». Первую игру в новом клубе провёл в первом туре нового чемпионата против «Хальмстад». Йетмир на 78-й минуте отметился в матче жёлтой карточкой, после чего был заменён на Александра Яллова. По итогам сезона 2020 года Йёнчёпингс Сёдра занял третье место в турнирной таблице и получил право сыграть в стыковых матчах за выход в высший дивизион. По сумме двухматчевого противостояния с «Кальмаром» клуб уступил. Халити принял участие в обеих встречах.
21 января 2021 года стал игроком столичного АИК, подписав с клубом контракт на три года. Сумма трансфера оценивается в размере 1,2 миллиона шведских крон. 10 мая дебютировал в чемпионате Швеции в гостевой встрече с «Норрчёпингом». Халити появился на поле на 70-й минуте, заменив Эбенезера Офори.

## Достижения
Йёнчёпингс Сёдра
- Бронзовый призёр Суперэттана: 2020

## Клубная статистика
| Выступление      | Выступление      | Выступление      | Лига | Лига | Кубки | Кубки | Конт. кубки | Конт. кубки | Итого | Итого |
| Клуб             | Лига             | Сезон            | Игры | Голы | Игры  | Голы  | Игры        | Голы        | Игры  | Голы  |
| ---------------- | ---------------- | ---------------- | ---- | ---- | ----- | ----- | ----------- | ----------- | ----- | ----- |
| Олимпик (Мальмё) | Дивизион 3       | 2013             | 10   | 0    | 0     | 0     | 0           | 0           | 10    | 0     |
| Олимпик (Мальмё) | Дивизион 3       | 2014             | 19   | 2    | 1     | 0     | 0           | 0           | 20    | 2     |
| Олимпик (Мальмё) | Дивизион 3       | 2015             | 20   | 3    | 0     | 0     | 0           | 0           | 20    | 3     |
| Олимпик (Мальмё) | Итого            | Итого            | 49   | 5    | 1     | 0     | 0           | 0           | 50    | 5     |
| Русенгорд        | Дивизион 2       | 2016             | 6    | 0    | 0     | 0     | 0           | 0           | 6     | 0     |
| Русенгорд        | Эттан            | 2017             | 20   | 2    | 1     | 0     | 0           | 0           | 21    | 2     |
| Русенгорд        | Итого            | Итого            | 26   | 2    | 1     | 0     | 0           | 0           | 27    | 2     |
| → Ландскруна     | Суперэттан       | 2018             | 12   | 0    | 1     | 0     | 0           | 0           | 13    | 0     |
| → Ландскруна     | Итого            | Итого            | 12   | 0    | 1     | 0     | 0           | 0           | 13    | 0     |
| Йёнчёпингс Сёдра | Суперэттан       | 2019             | 24   | 0    | 1     | 0     | 0           | 0           | 25    | 0     |
| Йёнчёпингс Сёдра | Суперэттан       | 2020             | 29   | 1    | 2     | 0     | 0           | 0           | 31    | 1     |
| Йёнчёпингс Сёдра | Итого            | Итого            | 53   | 1    | 3     | 0     | 0           | 0           | 56    | 1     |
| АИК              | Аллсвенскан      | 2021             | 1    | 0    | 0     | 0     | 0           | 0           | 1     | 0     |
| АИК              | Итого            | Итого            | 1    | 0    | 0     | 0     | 0           | 0           | 1     | 0     |
| Всего за карьеру | Всего за карьеру | Всего за карьеру | 141  | 8    | 6     | 0     | 0           | 0           | 147   | 8     |